# Койґі (Ярва)
Ко́йґі (ест. Koigi küla) — село в Естонії, у волості Ярва повіту Ярвамаа.

## Населення
Чисельність населення на 31 грудня 2011 року становила 376 осіб.

## Географія
Через населений пункт проходить автошлях 2 (Таллінн — Тарту — Виру — Лугамаа), естонська частина європейського маршруту E263. Від села починаються дороги 15160 (Кєйзі — Койґі) та 15162 (Койґі — Пяйнурме).

## Історія
З 30 січня 1992 до 21 жовтня 2017 року село входило до складу волості Койґі й було її адміністративним центром.

## Пам'ятки природи
На захід від села лежить природний заповідник Пранді (Prandi LKA).